# تولیچ
تولیچ (به صربی: Tolić) یک منطقهٔ مسکونی در صربستان است که در میونیتسا واقع شده‌است.